# 奥林匹克公园站 (韩国)
奥林匹克公园站（：／ Ollimpik-gongwon yeok */?）副站名韓國體育大學，是首都圈電鐵5號線馬川支線與首爾地鐵9號線沿線交會的一座轉乘車站，位於韓國首爾特別市松坡區芳荑洞。

## 車站結構
5號線站體為2面2線側式月台的地下車站，9號線站體則是1面2線島式月台的地下車站，候車月台皆設有全高式月台門。
出口共有3處；3號出口曾經有一個類似法国巴黎羅浮宮的金字塔型出入口，後因9號線第三階段工程而拆除。

### 5號線月台

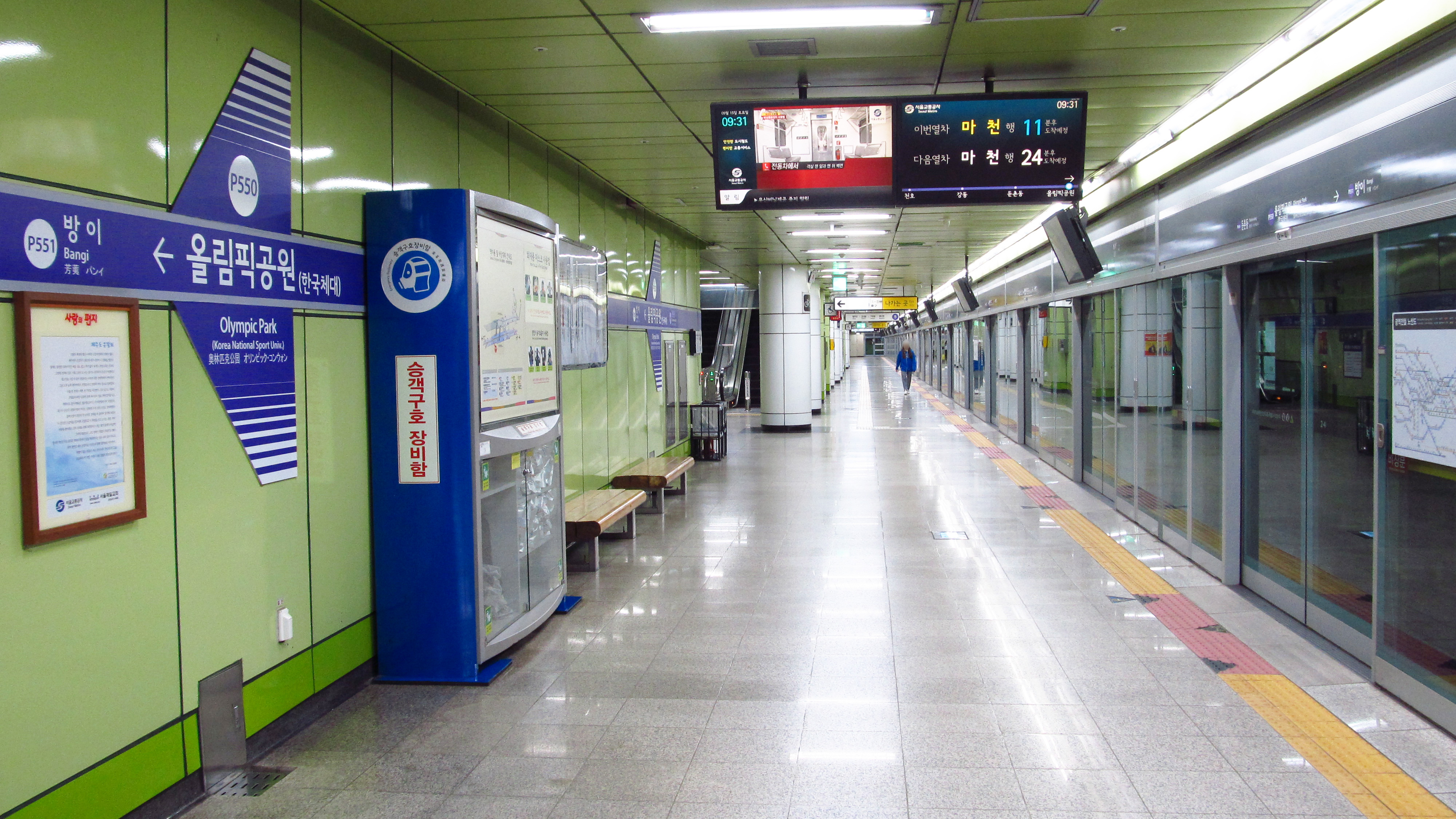
5號線候車月台

| 遁村洞 ↑ |
| \| 上    |
| ↓ 芳荑   |

| 月台 | 路線                     | 目的地                           |
| ---- | ------------------------ | -------------------------------- |
| 上行 | ●首都圈電鐵5號線馬川支線 | 江東、青丘、木洞、傍花方向       |
| 下行 | ●首都圈電鐵5號線馬川支線 | 芳荑、梧琴、開籠、巨餘、馬川方向 |

### 9號線月台

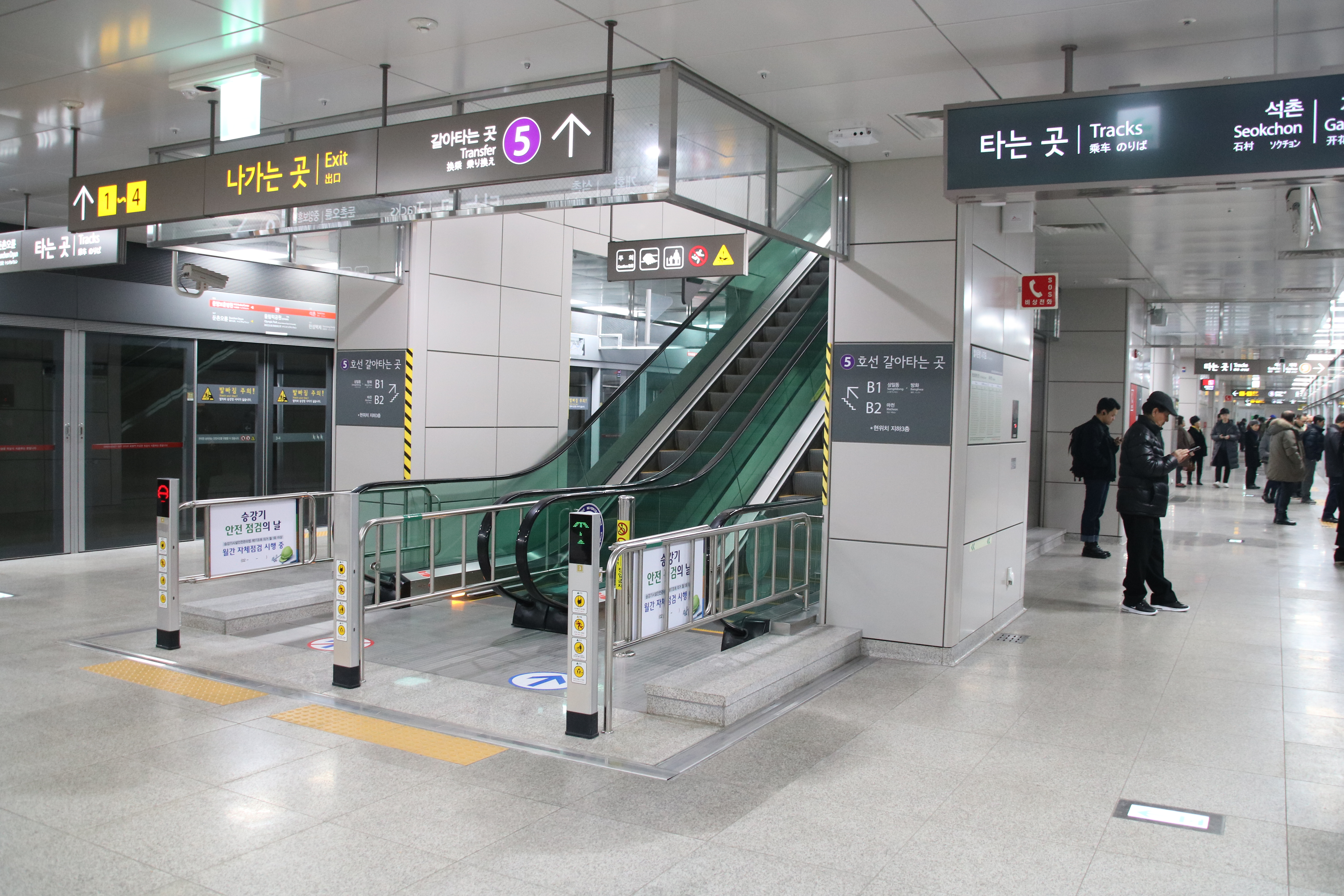
9號線候車月台

| 漢城百濟 ↑ |
| 下 上 \|   |
| ↓ 遁村五輪 |

| 月台 | 路線           | 目的地                                           |
| ---- | -------------- | ------------------------------------------------ |
| 上行 | ●首爾地鐵9號線 | 石村、三成中央、新論峴、銅雀、金浦機場、開花方向 |
| 下行 | ●首爾地鐵9號線 | 中央報勳醫院方向                                 |

## 歷史
- 1996年3月30日：5號線站體落成啟用。
- 2018年12月1日：9號線站體開通。

## 車站周邊
- 首爾奧林匹克公園
- SK奧林匹克手球館
- JYP娛樂
- 韓國體育大學
- 普成高校
- 普成中學
- 首爾體育高校
- 五輪洞郵局

## 圖片

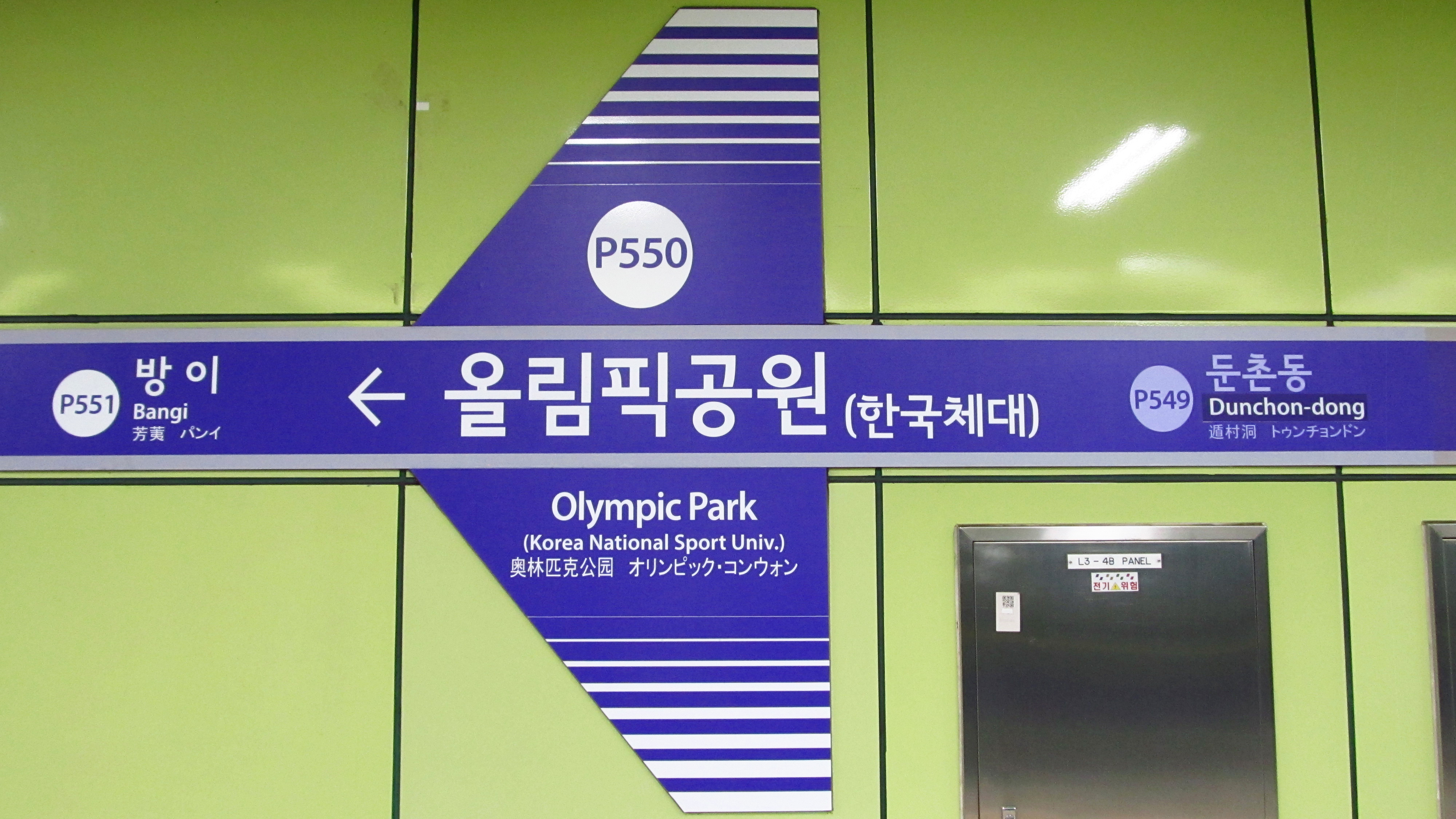
5號線站名牌
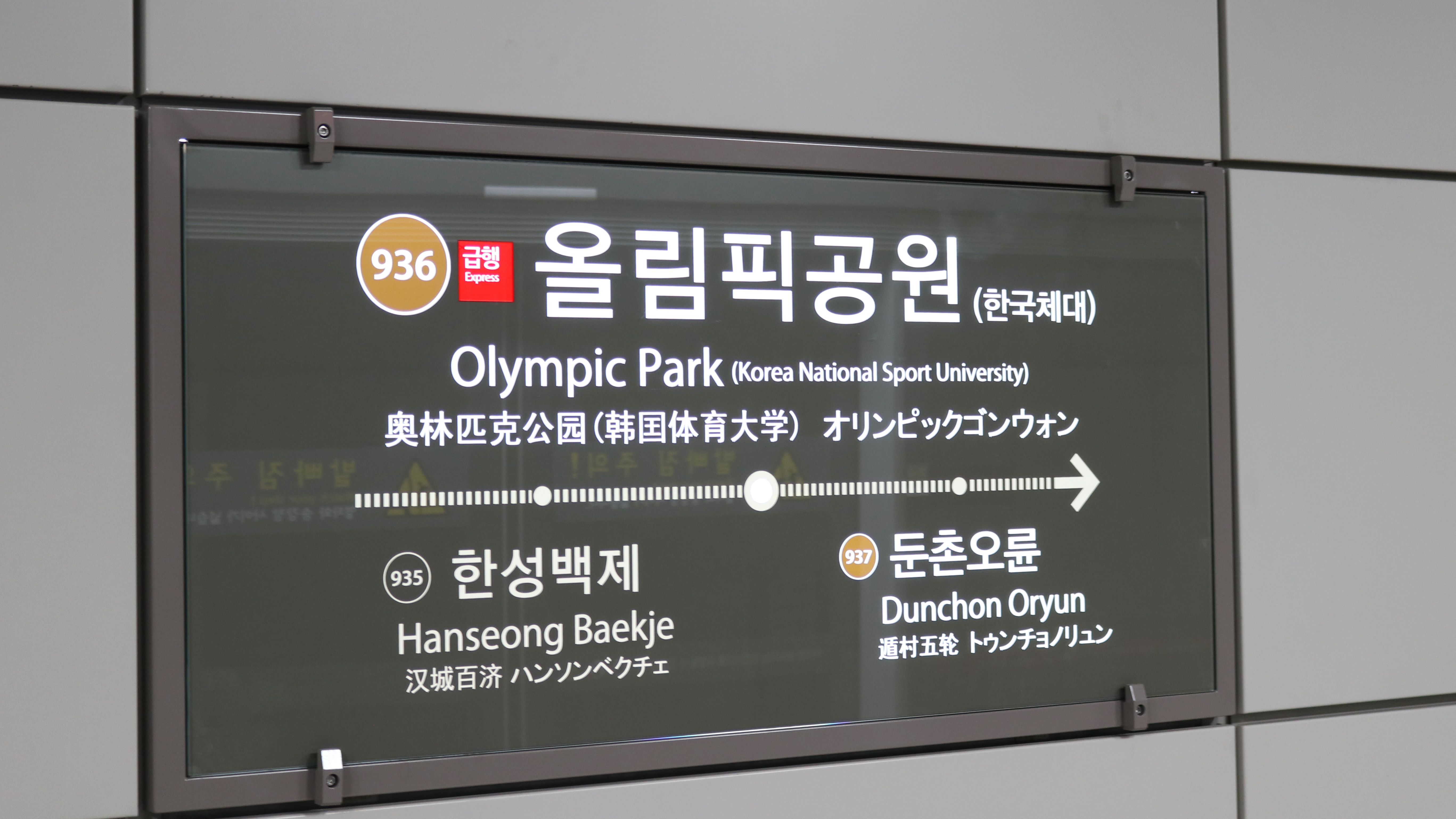
9號線站名牌
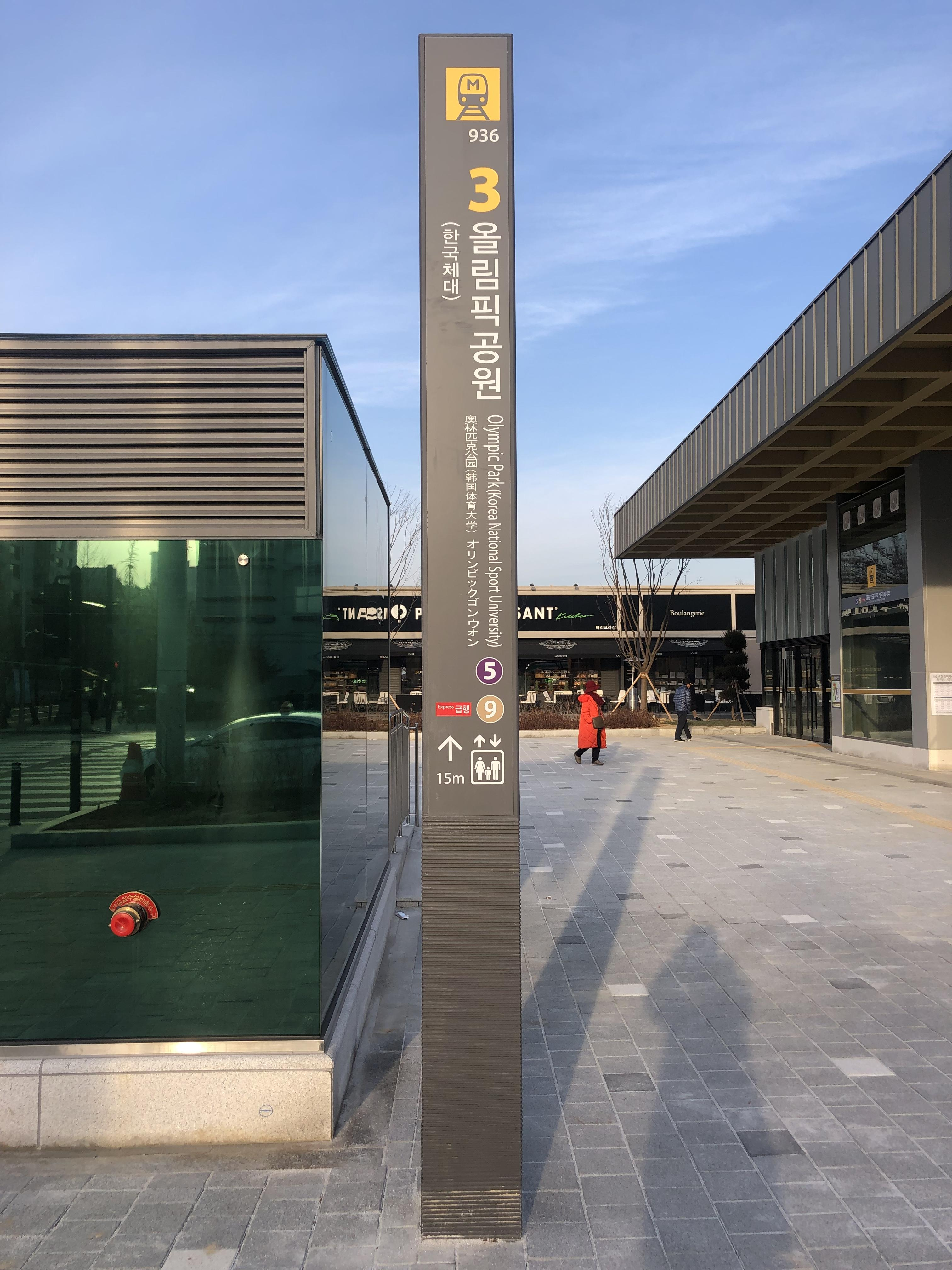
3號出口

## 相鄰車站
首爾交通公社
●首都圈電鐵5號線
●首都圈電鐵5號線馬川支線
遁村洞（P549）－奧林匹克公園（P550）－芳荑（P551）
●首爾地鐵9號線
急行
石村（933）－奧林匹克公園（936）－中央報勳醫院（938）
一般
漢城百濟（935）－奧林匹克公園（936）－遁村五輪 （937）